# منتخب إندونيسيا تحت 23 سنة لكرة القدم
منتخب إندونيسيا تحت 23 سنة لكرة القدم (بالإندونيسية: Tim nasional sepak bola U-23 Indonesia) هو ممثل إندونيسيا الرسمي في المنافسات الدولية في كرة القدم في فئة كرة قدم تحت 23 سنة للرجال، يديريه اتحاد إندونيسيا لكرة القدم.

## سجل التنافس

### الألعاب الأولمبية
(Under-23 Team since 1992)
| سجل الألعاب الأولمبية | سجل الألعاب الأولمبية           | سجل الألعاب الأولمبية           | سجل الألعاب الأولمبية           | سجل الألعاب الأولمبية           | سجل الألعاب الأولمبية           | سجل الألعاب الأولمبية           | سجل الألعاب الأولمبية           | سجل الألعاب الأولمبية           |                                 | سجل التصفيات                    | سجل التصفيات                    | سجل التصفيات                    | سجل التصفيات                    | سجل التصفيات                    | سجل التصفيات                    |
| المضيف/السنة          | النتيجة                         | المركز                          | لعب                             | فاز                             | تعادل                           | خسر                             | له                              | عليه                            | لعب                             | فاز                             | تعادل                           | خسر                             | له                              | عليه                            |                                 |
| --------------------- | ------------------------------- | ------------------------------- | ------------------------------- | ------------------------------- | ------------------------------- | ------------------------------- | ------------------------------- | ------------------------------- | ------------------------------- | ------------------------------- | ------------------------------- | ------------------------------- | ------------------------------- | ------------------------------- | ------------------------------- |
| 1900 ‏ إلى 1988 ‏       | طالع منتخب إندونيسيا لكرة القدم | طالع منتخب إندونيسيا لكرة القدم | طالع منتخب إندونيسيا لكرة القدم | طالع منتخب إندونيسيا لكرة القدم | طالع منتخب إندونيسيا لكرة القدم | طالع منتخب إندونيسيا لكرة القدم | طالع منتخب إندونيسيا لكرة القدم | طالع منتخب إندونيسيا لكرة القدم | طالع منتخب إندونيسيا لكرة القدم | طالع منتخب إندونيسيا لكرة القدم | طالع منتخب إندونيسيا لكرة القدم | طالع منتخب إندونيسيا لكرة القدم | طالع منتخب إندونيسيا لكرة القدم | طالع منتخب إندونيسيا لكرة القدم | طالع منتخب إندونيسيا لكرة القدم |
| 1992                  | لم يتأهل                        | لم يتأهل                        | لم يتأهل                        | لم يتأهل                        | لم يتأهل                        | لم يتأهل                        | لم يتأهل                        | لم يتأهل                        | لم يتأهل                        | 6                               | 1                               | 2                               | 3                               | 6                               | 10                              |
| 1996 ‏                 | لم يتأهل                        | لم يتأهل                        | لم يتأهل                        | لم يتأهل                        | لم يتأهل                        | لم يتأهل                        | لم يتأهل                        | لم يتأهل                        | لم يتأهل                        | 4                               | 2                               | 0                               | 2                               | 6                               | 4                               |
| 2000 ‏                 | لم يتأهل                        | لم يتأهل                        | لم يتأهل                        | لم يتأهل                        | لم يتأهل                        | لم يتأهل                        | لم يتأهل                        | لم يتأهل                        | لم يتأهل                        | 3                               | 2                               | 0                               | 1                               | 4                               | 9                               |
| 2004                  | لم يتأهل                        | لم يتأهل                        | لم يتأهل                        | لم يتأهل                        | لم يتأهل                        | لم يتأهل                        | لم يتأهل                        | لم يتأهل                        | لم يتأهل                        | 2                               | 1                               | 0                               | 1                               | 2                               | 5                               |
| 2008                  | لم يتأهل                        | لم يتأهل                        | لم يتأهل                        | لم يتأهل                        | لم يتأهل                        | لم يتأهل                        | لم يتأهل                        | لم يتأهل                        | لم يتأهل                        | 8                               | 2                               | 1                               | 5                               | 6                               | 11                              |
| 2012                  | لم يتأهل                        | لم يتأهل                        | لم يتأهل                        | لم يتأهل                        | لم يتأهل                        | لم يتأهل                        | لم يتأهل                        | لم يتأهل                        | لم يتأهل                        | 2                               | 0                               | 0                               | 2                               | 1                               | 4                               |
| 2016                  | لم يتأهل                        | لم يتأهل                        | لم يتأهل                        | لم يتأهل                        | لم يتأهل                        | لم يتأهل                        | لم يتأهل                        | لم يتأهل                        | لم يتأهل                        | 3                               | 2                               | 0                               | 1                               | 7                               | 4                               |
| 2020                  | لم يتأهل                        | لم يتأهل                        | لم يتأهل                        | لم يتأهل                        | لم يتأهل                        | لم يتأهل                        | لم يتأهل                        | لم يتأهل                        | لم يتأهل                        | 3                               | 1                               | 0                               | 2                               | 2                               | 6                               |
| 2024                  | سوف يتم تحديدها                 |                                 |                                 |                                 |                                 |                                 |                                 |                                 | سوف يتم تحديدها                 | سوف يتم تحديدها                 | سوف يتم تحديدها                 | سوف يتم تحديدها                 | سوف يتم تحديدها                 | سوف يتم تحديدها                 |                                 |
| 2028                  | سوف يتم تحديدها                 |                                 |                                 |                                 |                                 |                                 |                                 |                                 | سوف يتم تحديدها                 | سوف يتم تحديدها                 | سوف يتم تحديدها                 | سوف يتم تحديدها                 | سوف يتم تحديدها                 | سوف يتم تحديدها                 |                                 |
| الاجمالي              | 0/7                             | –                               | 0                               | 0                               | 0                               | 0                               | 0                               | 0                               | 28                              | 10                              | 3                               | 15                              | 32                              | 47                              |                                 |

### بطولة آسيا تحت 23 سنة
| سجل بطولة آسيا تحت 23 سنة | سجل بطولة آسيا تحت 23 سنة | سجل بطولة آسيا تحت 23 سنة | سجل بطولة آسيا تحت 23 سنة | سجل بطولة آسيا تحت 23 سنة | سجل بطولة آسيا تحت 23 سنة | سجل بطولة آسيا تحت 23 سنة | سجل بطولة آسيا تحت 23 سنة | سجل بطولة آسيا تحت 23 سنة |          | سجل التصفيات | سجل التصفيات | سجل التصفيات | سجل التصفيات | سجل التصفيات | سجل التصفيات |
| المضيف/السنة              | النتيجة                   | المركز                    | لعب                       | فاز                       | تعادل                     | خسر                       | له                        | عليه                      | لعب      | فاز          | تعادل        | خسر          | له           | عليه         |              |
| ------------------------- | ------------------------- | ------------------------- | ------------------------- | ------------------------- | ------------------------- | ------------------------- | ------------------------- | ------------------------- | -------- | ------------ | ------------ | ------------ | ------------ | ------------ | ------------ |
| 2014                      | لم يتأهل                  | لم يتأهل                  | لم يتأهل                  | لم يتأهل                  | لم يتأهل                  | لم يتأهل                  | لم يتأهل                  | لم يتأهل                  | لم يتأهل | 5            | 3            | 0            | 2            | 7            | 7            |
| 2016                      | لم يتأهل                  | لم يتأهل                  | لم يتأهل                  | لم يتأهل                  | لم يتأهل                  | لم يتأهل                  | لم يتأهل                  | لم يتأهل                  | لم يتأهل | 3            | 2            | 0            | 1            | 7            | 4            |
| 2018                      | لم يتأهل                  | لم يتأهل                  | لم يتأهل                  | لم يتأهل                  | لم يتأهل                  | لم يتأهل                  | لم يتأهل                  | لم يتأهل                  | لم يتأهل | 3            | 1            | 1            | 1            | 7            | 3            |
| 2020                      | لم يتأهل                  | لم يتأهل                  | لم يتأهل                  | لم يتأهل                  | لم يتأهل                  | لم يتأهل                  | لم يتأهل                  | لم يتأهل                  | لم يتأهل | 3            | 1            | 0            | 2            | 2            | 6            |
| الاجمالي                  | 0/4                       | –                         | 0                         | 0                         | 0                         | 0                         | 0                         | 0                         | 14       | 7            | 1            | 6            | 23           | 20           |              |

### الألعاب الآسيوية
(Under-23 Team since 2002)
| سجل الألعاب الآسيوية | سجل الألعاب الآسيوية            | سجل الألعاب الآسيوية            | سجل الألعاب الآسيوية            | سجل الألعاب الآسيوية            | سجل الألعاب الآسيوية            | سجل الألعاب الآسيوية            | سجل الألعاب الآسيوية            | سجل الألعاب الآسيوية            |
| المضيف/السنة         | النتيجة                         | المركز                          | لعب                             | فاز                             | تعادل                           | خسر                             | له                              | عليه                            |
| -------------------- | ------------------------------- | ------------------------------- | ------------------------------- | ------------------------------- | ------------------------------- | ------------------------------- | ------------------------------- | ------------------------------- |
| 1951 ‏ إلى 1998 ‏      | طالع منتخب إندونيسيا لكرة القدم | طالع منتخب إندونيسيا لكرة القدم | طالع منتخب إندونيسيا لكرة القدم | طالع منتخب إندونيسيا لكرة القدم | طالع منتخب إندونيسيا لكرة القدم | طالع منتخب إندونيسيا لكرة القدم | طالع منتخب إندونيسيا لكرة القدم | طالع منتخب إندونيسيا لكرة القدم |
| 2002                 | لم يشارك                        | لم يشارك                        | لم يشارك                        | لم يشارك                        | لم يشارك                        | لم يشارك                        | لم يشارك                        | لم يشارك                        |
| 2006                 | الجولة 1                        | المركز 27                       | 3                               | 0                               | 1                               | 2                               | 2                               | 11                              |
| 2010                 | لم يشارك                        | لم يشارك                        | لم يشارك                        | لم يشارك                        | لم يشارك                        | لم يشارك                        | لم يشارك                        | لم يشارك                        |
| 2014                 | الجولة 16                       | الحادي عشر                      | 4                               | 2                               | 0                               | 2                               | 12                              | 10                              |
| 2018                 | الجولة 16                       | العاشر                          | 5                               | 3                               | 1                               | 1                               | 13                              | 5                               |
| 2022                 | سوف يتم تحديدها                 |                                 |                                 |                                 |                                 |                                 |                                 |                                 |
| 2026                 | سوف يتم تحديدها                 |                                 |                                 |                                 |                                 |                                 |                                 |                                 |
| الاجمالي             | Best: Round of 16               | 3/5                             | 12                              | 5                               | 2                               | 5                               | 28                              | 26                              |

| First Match    | إندونيسيا 0–6 العراق · (18 نوفمبر 2006; الدوحة، قطر)                                                                    |
| Biggest Win    | تيمور الشرقية 0–7 إندونيسيا · (15 سبتمبر 2014; غويانغ، كوريا الجنوبية)                                                  |
| Biggest Defeat | إندونيسيا 0–6 العراق · (18 نوفمبر 2006; الدوحة، قطر) · إندونيسيا 0–6 تايلاند · (22 سبتمبر 2014; إنتشون، كوريا الجنوبية) |
| Best Result    | Round of 16 at the 2014، 2018                                                                                           |
| Worst Result   | Round 1 at the 2006 |

| تاريخ الألعاب الآسيوية | تاريخ الألعاب الآسيوية | تاريخ الألعاب الآسيوية | تاريخ الألعاب الآسيوية   | تاريخ الألعاب الآسيوية | تاريخ الألعاب الآسيوية                |
| السنة                  | الجولة                 | Date                   | Opponent                 | النتيجة                | Stadium                               |
| ---------------------- | ---------------------- | ---------------------- | ------------------------ | ---------------------- | ------------------------------------- |
| 2006                   | الجولة 1               | 18 November            | العراق                   | L 0–6                  | ملعب حمد بن خليفة، الدوحة             |
| 2006                   | الجولة 1               | 21 November            | سوريا                    | L 1–4                  | ملعب حمد بن خليفة، الدوحة             |
| 2006                   | الجولة 1               | 24 November            | سنغافورة                 | D 1–1                  | Saoud bin Abdulrahman Stadium، الوكرة |
| 2014                   | مرحلة المجموعات        | 15 September           | تيمور الشرقية            | W 7–0                  | ملعب غويانغ، غويانغ                   |
| 2014                   | مرحلة المجموعات        | 18 September           | المالديف                 | W 4–0                  | ملعب إنتشون لكرة القدم، إنتشون        |
| 2014                   | مرحلة المجموعات        | 22 September           | تايلاند                  | L 0–6                  | ملعب إنتشون لكرة القدم، إنتشون        |
| 2014                   | الجولة 16              | 26 September           | كوريا الشمالية           | L 1–4                  | ملعب أنسان وا~، أنسان                 |
| 2018                   | مرحلة المجموعات        | 12 August              | تايبيه الصينية           | W 4–0                  | ملعب باتريوت كاندرابهاجا، بيكاسي      |
| 2018                   | مرحلة المجموعات        | 15 August              | فلسطين                   | L 1–2                  | ملعب باتريوت كاندرابهاجا، بيكاسي      |
| 2018                   | مرحلة المجموعات        | 17 August              | لاوس                     | W 3–0                  | ملعب باتريوت كاندرابهاجا، بيكاسي      |
| 2018                   | مرحلة المجموعات        | 20 August              | هونغ كونغ                | W 3–1                  | ملعب باتريوت كاندرابهاجا، بيكاسي      |
| 2018                   | الجولة 16              | 24 August              | الإمارات العربية المتحدة | D 2–2 (3–4 p)          | Wibawa Mukti Stadium، Cikarang        |

### بطولة اتحاد آسيان تحت 23 سنة للشباب
| سجل بطولة اتحاد آسيان تحت 23 سنة للشباب | سجل بطولة اتحاد آسيان تحت 23 سنة للشباب | سجل بطولة اتحاد آسيان تحت 23 سنة للشباب | سجل بطولة اتحاد آسيان تحت 23 سنة للشباب | سجل بطولة اتحاد آسيان تحت 23 سنة للشباب | سجل بطولة اتحاد آسيان تحت 23 سنة للشباب | سجل بطولة اتحاد آسيان تحت 23 سنة للشباب | سجل بطولة اتحاد آسيان تحت 23 سنة للشباب | سجل بطولة اتحاد آسيان تحت 23 سنة للشباب |
| المضيف/السنة                            | النتيجة                                 | المركز                                  | لعب                                     | فاز                                     | تعادل                                   | خسر                                     | له                                      | عليه                                    |
| --------------------------------------- | --------------------------------------- | --------------------------------------- | --------------------------------------- | --------------------------------------- | --------------------------------------- | --------------------------------------- | --------------------------------------- | --------------------------------------- |
| 2005                                    | لم يشارك                                | لم يشارك                                | لم يشارك                                | لم يشارك                                | لم يشارك                                | لم يشارك                                | لم يشارك                                | لم يشارك                                |
| 2011                                    | Competition cancelled                   | Competition cancelled                   | Competition cancelled                   | Competition cancelled                   | Competition cancelled                   | Competition cancelled                   | Competition cancelled                   | Competition cancelled                   |
| 2019                                    | البطل                                   | الأول                                   | 5                                       | 3                                       | 2                                       | 0                                       | 8                                       | 4                                       |
| الاجمالي                                | Best: البطل                             | 1/2                                     | 5                                       | 3                                       | 2                                       | 0                                       | 8                                       | 4                                       |

| تاريخ بطولة اتحاد آسيان تحت 23 سنة للشباب | تاريخ بطولة اتحاد آسيان تحت 23 سنة للشباب | تاريخ بطولة اتحاد آسيان تحت 23 سنة للشباب | تاريخ بطولة اتحاد آسيان تحت 23 سنة للشباب | تاريخ بطولة اتحاد آسيان تحت 23 سنة للشباب | تاريخ بطولة اتحاد آسيان تحت 23 سنة للشباب |
| السنة                                     | الجولة                                    | Date                                      | Opponent                                  | النتيجة                                   | Stadium                                   |
| ----------------------------------------- | ----------------------------------------- | ----------------------------------------- | ----------------------------------------- | ----------------------------------------- | ----------------------------------------- |
| 2019                                      | مرحلة المجموعات                           | 18 February                               | ميانمار                                   | D 1–1                                     | الأولمبي Stadium، بنوم بنه                |
| 2019                                      | مرحلة المجموعات                           | 20 February                               | ماليزيا                                   | D 2–2                                     | الأولمبي Stadium، بنوم بنه                |
| 2019                                      | مرحلة المجموعات                           | 22 February                               | كمبوديا                                   | W 2–0                                     | الأولمبي Stadium، بنوم بنه                |
| 2019                                      | نصف النهائي                               | 24 February                               | فيتنام                                    | W 1–0                                     | الأولمبي Stadium، بنوم بنه                |
| 2019                                      | النهائي                                   | 26 February                               | تايلاند                                   | W 2–1                                     | الأولمبي Stadium، بنوم بنه                |

### ألعاب جنوب شرق آسيا
(Under-23 Team since 2001)
| سجل ألعاب جنوب شرق آسيا | سجل ألعاب جنوب شرق آسيا         | سجل ألعاب جنوب شرق آسيا         | سجل ألعاب جنوب شرق آسيا         | سجل ألعاب جنوب شرق آسيا         | سجل ألعاب جنوب شرق آسيا         | سجل ألعاب جنوب شرق آسيا         | سجل ألعاب جنوب شرق آسيا         | سجل ألعاب جنوب شرق آسيا         |                                 |
| المضيف/السنة            | النتيجة                         | المركز                          | لعب                             | فاز                             | تعادل                           | خسر                             | له                              | عليه                            |                                 |
| ----------------------- | ------------------------------- | ------------------------------- | ------------------------------- | ------------------------------- | ------------------------------- | ------------------------------- | ------------------------------- | ------------------------------- | ------------------------------- |
| 1959 إلى 1999           | طالع منتخب إندونيسيا لكرة القدم | طالع منتخب إندونيسيا لكرة القدم | طالع منتخب إندونيسيا لكرة القدم | طالع منتخب إندونيسيا لكرة القدم | طالع منتخب إندونيسيا لكرة القدم | طالع منتخب إندونيسيا لكرة القدم | طالع منتخب إندونيسيا لكرة القدم | طالع منتخب إندونيسيا لكرة القدم | طالع منتخب إندونيسيا لكرة القدم |
| 2001                    | المركز الرابع                   | الرابع                          | 5                               | 2                               | 0                               | 3                               | 12                              | 5                               |                                 |
| 2003                    | مرحلة المجموعات                 | السادس                          | 3                               | 1                               | 0                               | 2                               | 1                               | 7                               |                                 |
| 2005                    | المركز الرابع                   | الرابع                          | 6                               | 2                               | 2                               | 2                               | 6                               | 4                               |                                 |
| 2007                    | مرحلة المجموعات                 | السادس                          | 3                               | 1                               | 1                               | 1                               | 4                               | 3                               |                                 |
| 2009                    | مرحلة المجموعات                 | الثامن                          | 3                               | 0                               | 1                               | 2                               | 3                               | 7                               |                                 |
| 2011                    | Silver Medal                    | الثاني                          | 6                               | 4                               | 1                               | 1                               | 14                              | 3                               |                                 |
| 2013                    | Silver Medal                    | الثاني                          | 6                               | 2                               | 2                               | 2                               | 4                               | 6                               |                                 |
| 2015                    | المركز الرابع                   | الرابع                          | 6                               | 3                               | 0                               | 3                               | 11                              | 15                              |                                 |
| 2017                    | Bronze Medal                    | الثالث                          | 7                               | 4                               | 2                               | 1                               | 10                              | 3                               |                                 |
| 2019                    | سوف يتم تحديدها                 |                                 |                                 |                                 |                                 |                                 |                                 |                                 |                                 |
| 2021 ‏                   | سوف يتم تحديدها                 |                                 |                                 |                                 |                                 |                                 |                                 |                                 |                                 |
| 2023 ‏                   | سوف يتم تحديدها                 |                                 |                                 |                                 |                                 |                                 |                                 |                                 |                                 |
| 2025                    | سوف يتم تحديدها                 |                                 |                                 |                                 |                                 |                                 |                                 |                                 |                                 |
| الاجمالي                | Best: Silver Medal              | 9/9                             | 45                              | 19                              | 9                               | 17                              | 65                              | 53                              |                                 |

| First Match    | إندونيسيا 1–0 فيتنام · (6 سبتمبر 2001; بيتالينغ جايا، ماليزيا)  |
| Biggest Win    | إندونيسيا 9–0 بروناي · (11 سبتمبر 2001; بيتالينغ جايا، ماليزيا) |
| Biggest Defeat | إندونيسيا 0–6 تايلاند · (7 ديسمبر 2003; نام دينه، فيتنام)       |
| Best Result    | Silver Medal at the 2011، 2013                                  |
| Worst Result   | مرحلة المجموعات at the 2003، 2007، 2009                         |

| تاريخ ألعاب جنوب شرق آسيا | تاريخ ألعاب جنوب شرق آسيا | تاريخ ألعاب جنوب شرق آسيا | تاريخ ألعاب جنوب شرق آسيا | تاريخ ألعاب جنوب شرق آسيا | تاريخ ألعاب جنوب شرق آسيا                    |
| السنة                     | الجولة                    | Date                      | Opponent                  | النتيجة                   | Stadium                                      |
| ------------------------- | ------------------------- | ------------------------- | ------------------------- | ------------------------- | -------------------------------------------- |
| 2001                      | مرحلة المجموعات           | 6 September               | فيتنام                    | W 1–0                     | ملعب بيتالينغ جايا، بيتالينغ جايا            |
| 2001                      | مرحلة المجموعات           | 9 September               | ماليزيا                   | L 1–2                     | ملعب بيتالينغ جايا، بيتالينغ جايا            |
| 2001                      | مرحلة المجموعات           | 11 September              | بروناي                    | W 9–0                     | ملعب بيتالينغ جايا، بيتالينغ جايا            |
| 2001                      | نصف النهائي               | 13 September              | تايلاند                   | L 1–2                     | ملعب بيتالينغ جايا، بيتالينغ جايا            |
| 2001                      | Bronze medal match        | 15 September              | ميانمار                   | L 0–1                     | ملعب بيتالينغ جايا، بيتالينغ جايا            |
| 2003                      | مرحلة المجموعات           | 30 November               | لاوس                      | W 1–0                     | ملعب ماي دينه الوطني، هانوي                  |
| 2003                      | مرحلة المجموعات           | 4 December                | فيتنام                    | L 0–1                     | ملعب هانغ داي، هانوي                         |
| 2003                      | مرحلة المجموعات           | 7 December                | تايلاند                   | L 0–6                     | ملعب تيين ترونغ، نام دينه                    |
| 2005                      | مرحلة المجموعات           | 22 November               | ميانمار                   | D 0–0                     | Paglaum Stadium، باكولود                     |
| 2005                      | مرحلة المجموعات           | 24 November               | سنغافورة                  | D 0–0                     | Paglaum Stadium، باكولود                     |
| 2005                      | مرحلة المجموعات           | 26 November               | فيتنام                    | W 1–0                     | Paglaum Stadium، باكولود                     |
| 2005                      | مرحلة المجموعات           | 28 November               | لاوس                      | W 4–0                     | Paglaum Stadium، باكولود                     |
| 2005                      | نصف النهائي               | 2 December                | تايلاند                   | L 1–3                     | Paglaum Stadium، باكولود                     |
| 2005                      | Bronze medal match        | 4 December                | ماليزيا                   | L 0–1                     | ملعب باناد، باكولود                          |
| 2007                      | مرحلة المجموعات           | 2 December                | كمبوديا                   | W 3–1                     | 80th Birthday Stadium، ناخون راتشاسيما       |
| 2007                      | مرحلة المجموعات           | 4 December                | ميانمار                   | D 0–0                     | 80th Birthday Stadium، ناخون راتشاسيما       |
| 2007                      | مرحلة المجموعات           | 7 December                | تايلاند                   | L 1–2                     | 80th Birthday Stadium، ناخون راتشاسيما       |
| 2009                      | مرحلة المجموعات           | 5 December                | سنغافورة                  | D 2–2                     | ملعب لاوس الوطني الجديد، فيينتيان            |
| 2009                      | مرحلة المجموعات           | 7 December                | لاوس                      | L 0–2                     | ملعب لاوس الوطني، فيينتيان                   |
| 2009                      | مرحلة المجموعات           | 10 December               | ميانمار                   | L 1–3                     | ملعب لاوس الوطني الجديد، فيينتيان            |
| 2011                      | مرحلة المجموعات           | 7 November                | كمبوديا                   | W 6–0                     | ملعب غيلورا بونغ كارنو، جاكرتا               |
| 2011                      | مرحلة المجموعات           | 11 November               | سنغافورة                  | W 2–0                     | ملعب غيلورا بونغ كارنو، جاكرتا               |
| 2011                      | مرحلة المجموعات           | 13 November               | تايلاند                   | W 3–1                     | ملعب غيلورا بونغ كارنو، جاكرتا               |
| 2011                      | مرحلة المجموعات           | 17 November               | ماليزيا                   | L 0–1                     | ملعب غيلورا بونغ كارنو، جاكرتا               |
| 2011                      | نصف النهائي               | 19 November               | فيتنام                    | W 2–0                     | ملعب غيلورا بونغ كارنو، جاكرتا               |
| 2011                      | Gold medal match          | 21 November               | ماليزيا                   | D 1–1 (3–4 p)             | ملعب غيلورا بونغ كارنو، جاكرتا               |
| 2013                      | مرحلة المجموعات           | 9 December                | كمبوديا                   | W 1–0                     | ملعب توفونا، يانغون                          |
| 2013                      | مرحلة المجموعات           | 12 December               | تايلاند                   | L 1–4                     | ملعب توفونا، يانغون                          |
| 2013                      | مرحلة المجموعات           | 14 December               | تيمور الشرقية             | D 0–0                     | ملعب توفونا، يانغون                          |
| 2013                      | مرحلة المجموعات           | 16 December               | ميانمار                   | W 1–0                     | ملعب توفونا، يانغون                          |
| 2013                      | نصف النهائي               | 19 December               | ماليزيا                   | D 1–1 (4–3 p)             | Zayarthiri Stadium، نايبيداو                 |
| 2013                      | Gold medal match          | 21 December               | تايلاند                   | L 0–1                     | Zayarthiri Stadium، نايبيداو                 |
| 2015                      | مرحلة المجموعات           | 2 June                    | ميانمار                   | L 2–4                     | استاد جالان بيسار، كالانغ (سنغافورة)         |
| 2015                      | مرحلة المجموعات           | 6 June                    | كمبوديا                   | W 6–1                     | استاد جالان بيسار، كالانغ (سنغافورة)         |
| 2015                      | مرحلة المجموعات           | 9 June                    | الفلبين                   | W 2–0                     | استاد جالان بيسار، كالانغ (سنغافورة)         |
| 2015                      | مرحلة المجموعات           | 11 June                   | سنغافورة                  | W 1–0                     | استاد جالان بيسار، كالانغ (سنغافورة)         |
| 2015                      | نصف النهائي               | 13 June                   | تايلاند                   | L 0–5                     | الملعب الوطني (سنغافورة)، كالانغ (سنغافورة)  |
| 2015                      | Bronze medal match        | 15 June                   | فيتنام                    | L 0–5                     | الملعب الوطني (سنغافورة)، كالانغ (سنغافورة)  |
| 2017                      | مرحلة المجموعات           | 15 August                 | تايلاند                   | D 1–1                     | ملعب شاه عالم، شاه عالم                      |
| 2017                      | مرحلة المجموعات           | 17 August                 | الفلبين                   | W 3–0                     | ملعب شاه عالم، شاه عالم                      |
| 2017                      | مرحلة المجموعات           | 20 August                 | تيمور الشرقية             | W 1–0                     | Selayang Municipal Council Stadium، Selayang |
| 2017                      | مرحلة المجموعات           | 22 August                 | فيتنام                    | D 0–0                     | Selayang Municipal Council Stadium، Selayang |
| 2017                      | مرحلة المجموعات           | 24 August                 | كمبوديا                   | W 2–0                     | ملعب شاه عالم، شاه عالم                      |
| 2017                      | نصف النهائي               | 26 August                 | ماليزيا                   | L 0–1                     | ملعب شاه عالم، شاه عالم                      |
| 2017                      | Bronze medal match        | 29 August                 | ميانمار                   | W 3–1                     | Selayang Municipal Council Stadium، Selayang |
| 2019                      | مرحلة المجموعات           |                           |                           | –                         | ملعب ريزال التذكاري، مانيلا                  |

### ألعاب التضامن الإسلامي
(Under-23 Team since 2013)
| سجل ألعاب التضامن الإسلامي | سجل ألعاب التضامن الإسلامي | سجل ألعاب التضامن الإسلامي | سجل ألعاب التضامن الإسلامي | سجل ألعاب التضامن الإسلامي | سجل ألعاب التضامن الإسلامي | سجل ألعاب التضامن الإسلامي | سجل ألعاب التضامن الإسلامي | سجل ألعاب التضامن الإسلامي |
| المضيف/السنة               | النتيجة                    | المركز                     | لعب                        | فاز                        | تعادل                      | خسر                        | له                         | عليه                       |
| -------------------------- | -------------------------- | -------------------------- | -------------------------- | -------------------------- | -------------------------- | -------------------------- | -------------------------- | -------------------------- |
| 2005                       | لم يشارك                   | لم يشارك                   | لم يشارك                   | لم يشارك                   | لم يشارك                   | لم يشارك                   | لم يشارك                   | لم يشارك                   |
| 2010                       | Event cancelled            | Event cancelled            | Event cancelled            | Event cancelled            | Event cancelled            | Event cancelled            | Event cancelled            | Event cancelled            |
| 2013                       | Silver Medal               | الثاني                     | 4                          | 1                          | 1                          | 2                          | 3                          | 4                          |
| 2017                       | Did not invited            | Did not invited            | Did not invited            | Did not invited            | Did not invited            | Did not invited            | Did not invited            | Did not invited            |
| 2021                       | سوف يتم تحديدها            |                            |                            |                            |                            |                            |                            |                            |
| الاجمالي                   | Best: Silver Medal         | 1/3                        | 4                          | 1                          | 1                          | 2                          | 3                          | 4                          |

| تاريخ ألعاب التضامن الإسلامي | تاريخ ألعاب التضامن الإسلامي | تاريخ ألعاب التضامن الإسلامي | تاريخ ألعاب التضامن الإسلامي | تاريخ ألعاب التضامن الإسلامي | تاريخ ألعاب التضامن الإسلامي  |
| السنة                        | الجولة                       | Date                         | Opponent                     | النتيجة                      | Stadium                       |
| ---------------------------- | ---------------------------- | ---------------------------- | ---------------------------- | ---------------------------- | ----------------------------- |
| 2013                         | مرحلة المجموعات              | 19 September                 | المغرب                       | W 1–0                        | ملعب غيلورا سريويجايا، فلمبان |
| 2013                         | مرحلة المجموعات              | 25 September                 | فلسطين                       | L 1–2                        | ملعب غيلورا سريويجايا، فلمبان |
| 2013                         | نصف النهائي                  | 27 September                 | تركيا                        | D 0–0 (7–6 p)                | ملعب غيلورا سريويجايا، فلمبان |
| 2013                         | Gold medal match             | 29 September                 | المغرب                       | L 1–2                        | ملعب غيلورا سريويجايا، فلمبان |